# Environmental Health Perspectives
Az Environmental Health Perspectives (EHP) egy szakértők által felülvizsgált, nyílt hozzáférésű folyóirat, amelyet havonta jelentetnek meg az Amerikai Egyesült Államok Nemzeti Környezet-egészségügyi Tudományos Intézetének (NIEHS) támogatásával. Az EHP elsődleges célja a közelmúlt tudományos eredményeinek és a környezeti egészségtudományok irányainak közlése; a környezeti egészséggel kapcsolatos tudásbázis fejlesztése a kutatók, adminisztrátorok és politikai döntéshozók körében; valamint tájékoztatni a nyilvánosságot a környezeti egészség fontos témáiról. 2019-től az EHP hatásfaktora 8,05.
A PubMed-ben van indexelve.

## Fordítás
Ez a szócikk részben vagy egészben  az   Environmental Health Perspectives című angol Wikipédia-szócikk ezen változatának fordításán alapul.  Az eredeti cikk szerkesztőit annak laptörténete sorolja fel. Ez a jelzés csupán a megfogalmazás eredetét és a szerzői jogokat jelzi, nem szolgál a cikkben szereplő információk forrásmegjelöléseként.